# Funginus heimi
Funginus heimi is een zachte koraalsoort uit de familie Xeniidae. De koraalsoort komt uit het geslacht Funginus. Funginus heimi werd in 1970 voor het eerst wetenschappelijk beschreven door Tixier-Durivault. 